# Faces of War
Faces of War (tên gốc là Outfront II, tiếng Nga: В тылу врага 2) là tựa game chiến lược thời gian thực kết hợp chiến thuật thời gian thực lấy bối cảnh chiến tranh thế giới thứ hai do hãng Best Way phát triển và Ubisoft, 1C Company phát hành vào năm 2006. Faces of War miêu tả cuộc chiến của ba lực lượng quân sự mạnh nhất trong Thế Chiến II là quân Đức, Đồng Minh và Liên Xô. Các tướng lĩnh tài ba của các lực lượng quân sự trên sẽ đưa người chơi trở lại những trận chiến nổi tiếng trong lịch sử trên đất Pháp, Ba Lan, Bỉ, Hà Lan, Hungari và Đức.

## Cách chơi
Game là phần tiếp theo của trò Soldiers: Heroes of World War II. Trong khi Soldiers chỉ cho người chơi điều khiển một nhóm lính hoạt động đơn độc trong lãnh thổ đối phương, thì Faces of War lại cho phép người chơi tham gia vào một trận chiến lớn bên cạnh những nhóm lính do AI điều khiển. Faces of War hỗ trợ tối đa 16 người chơi qua LAN/Internet, hỗ trợ 4 game thủ cùng chơi thể loại Co-op; từ 8 game thủ trở lên trong phần chơi tự do và theo nhóm.
Bên cạnh đó, người chơi có quyền chuyển hệ từng người lính do mình chỉ huy, ví dụ lính chuyên bắn tỉa vẫn có thể đổi sang lính súng máy khi trang bị thêm khẩu súng máy lấy được từ đối phương. Nếu chú ý thu nhặt nhiều loại vật dụng, người chơi hoàn toàn có thể biến người lính bình thường thành đặc nhiệm và đa năng. Các màn trong game được sắp xếp theo mức độ từ dễ đến khó và các bản đồ trận chiến từ bé đến lớn. Vào đầu game, người chơi buộc phải trải qua khóa huấn luyện khá dài; nếu hoàn thành xuất sắc các khoá học: bò trườn, bắn súng, nén lựu đạn, lái xe tăng... thì nhóm quân do người chơi điều khiển sẽ đủ điều kiện để ra tiền tuyến. Nếu chơi theo cốt truyện thì người chơi sẽ lần lượt tham chiến trong vai trò chỉ huy của cả ba đạo quân chính: Đức, Đồng Minh và Liên Xô.
Ngoài ra, phải kể đến sự có mặt của nhiều loại khí tài, vũ khí, quân trang quân dụng - theo thống kê có đến 11 loại xe vận chuyển, bảy loại thiết giáp, 21 loại xe tăng, bốn loại vũ khí phòng không, 10 loại pháo tự hành, bảy loại máy bay, bảy loại tàu chiến - hầu hết người chơi đều có thể sử dụng được chúng. Trên chiến trường của game thì người chơi tham chiến với vai trò chỉ huy từng nhóm nhỏ từ 3 đến 5 lính, có thể sử dụng được hầu hết các loại vũ khí của tất cả các phe tham chiến có mặt trên chiến trường.

## Hình âm
Faces of War sử dụng engine GEM nên ngoài việc giúp các nhân vật thêm phần chi tiết, công nghệ này còn làm cho tính tương tác thật hơn - không có vật thể, cấu trúc nào trong game mà người chơi không thể chạm vào được. Hệ thống camera được thiết kế rất thuận tiện cho người chơi từ việc xoay chuyển hướng nhìn, phóng to/thu nhỏ với góc nhìn rất mượt mà; game còn hỗ trợ tính năng nhìn thấy bóng các nhân vật bị khuất trong các toà nhà, bức tường... Các hiệu ứng đổ vỡ được thể hiện khá hoàn chỉnh và chi tiết.
Âm nhạc trong game được thể hiện rất nghệ thuật - hoà tấu dồn dập, thôi thúc khi lâm trận, dịu lại nhưng tạo cảm giác hồi hộp khi người chơi đang dò dẫm hành quân. Mọi âm thanh của chiến trường không thể tốt hơn với tiếng xích xe tăng nghiến trên đường; tiếng gào thét của chiến binh, tiếng pháo dập liên hồi uy mãnh... tất cả tạo nên một bầu không khí chiến tranh tàn khốc.

## Phát triển
Faces of War được phát triển thông qua việc sử dụng engine GEM. Nó được thiết kế để tất cả các vật thể trên bản đồ có thể bị hư hỏng hoặc bị phá hủy dễ dàng nhằm tạo lợi thế và bất lợi cho người chơi.
Ubisoft cho phát hành phiên bản demo phần chơi đơn của game vào tháng 7 năm 2006. Bản demo phần chơi mạng được tung ra chỉ vài ngày trước khi game chính thức phát hành vào tháng 9 năm 2006. Hai bản patch (vá lỗi) cũng được nhà sản xuất đưa ra vào tháng 12 năm 2006 và tháng 1 năm 2007.

## Đón nhận
Trên Metacritic thì game nhận được một số điểm trung bình là 67% các trang web phân loại theo kiểu "đánh giá hỗn hợp hoặc trung bình". Game Rankings chấm cho game một số điểm tương tự 66,69%. Cả hai trang web đều dựa trên số điểm tổng hợp từ 21 bài đánh giá độc lập.
Faces of War đoạt giải "Best of Show" (triển lãm hay nhất) tại Hội nghị các Nhà phát triển Game của Nga vào năm 2006.